# Oppia quadrisetosa
Oppia quadrisetosa är en kvalsterart som först beskrevs av Kramer 1898.  Oppia quadrisetosa ingår i släktet Oppia och familjen Oppiidae. Inga underarter finns listade i Catalogue of Life.